# Beth Paxson
Elizabeth Barbara „Beth“ Paxson (* 10. Februar 1960 in Burlington, Vermont) ist eine ehemalige US-amerikanische Skilangläuferin.
Paxson galt in den USA als Nachwuchstalent im Skilanglauf. 1977 und 1978 wurde sie zum Junior Nordic Competitor of the Year des Ski Racing Magazines gewählt. Sie nahm 1978 an der nordischen Skiweltmeisterschaft in Lahti teil. Ein Jahr später wurde sie nationale Meisterin im Wettbewerb über 20 Kilometer sowie Vizemeisterin über 10 Kilometer. Paxson konnte sich für die Olympischen Winterspiele 1980 in Lake Placid qualifizieren. Dort erreichte sie über 5 Kilometer den 26. Platz, über 10 Kilometer den 25. Mit ihren Staffelkolleginnen Leslie Bancroft-Krichko, Alison Owen-Spencer und Lynn Spencer-Galanes belegte sie Rang 7.
Paxson schloss 1984 ihr Studium an der University of Vermont ab.